# Ралф Нејдер
Ралф Нејдер (енгл. Ralph Nader; Винстед, 27. фебруар 1934) је амерички адвокат, писац, предавач и политички активиста у областима права потрошача, хуманости, заштите животне средине и демократске владе. Нејдер је био и независни кандидат на изборима за председника Сједињених Америчких Држава 2008.
Нејдер је допринео оснивању многих невладиних и владиних организација, попут Агенције за заштиту животне средине (EPA), Администрације за сигурност и здравље на раду (OSHA), прогресивистичке групе Јавни грађанин, и неколико група за истраживања у јавном интересу (PIRG), укључујући и NYPIRG. Нејдер је тврди критичар корпорација, за које верује да имају превише моћи и да подривају темељне америчке вредности демократије и људских права. У вези своје улоге као заштитника потрошача, Нејдер је 1969. године био на насловној страни часописа Тајм.
Нејдер је учествовао у кампањама за председника САД пет пута: 1992, 1996, 2000, 2004 и 2008. Године 1992, био је write-in кандидат на партијским предизборима и у Репбликанској и у Демократској странци у Њу Хемпширу, као и у другим предизборима. 1996. и 2000, Нејдер је био кандидат Зелене странке; 2004, био је независни кандидат, али је уживао подршку Реформске странке. Његове кампање биле су контроверзне, посебно она из 2000. године, када су демократе Нејдера оптуживале да је крив за то што је Ал Гор изгубио изборе од Џорџа В. Буша. 24. фебруарa 2008, Нејдер је у емисији Meet The Press телевизије Си-Ен-Би-Си објавио своју кандидатуру за председника 2008.

## Рана каријера
Нејдер је дипломирао на Универзитету Принстон 1955. и на Правној школи Универзитета Харвард 1958. Наредне 1959. године је служио шест месеци у Копненој војсци Сједињених држава, а затим је почео да ради као адвокат у Хартфорду. Од 1961. до 1963. био је професор историје и владе на Универзитету Хартфорда. 1964. године, Нејдер се преселио у Вашингтон, где је радио за помоћника секретара за рад Данијела Патрика Мојнихена, и био саветник Поткомитета за сигурност аутомобила Сената САД. Раних 1980-их, Нејдер је предводио снажан лоби који се успротивио одобравању масовног експеримента са вештачким имплантима за сочива од стране Савезне адинистрације за храну и лекове. Нејдер је био и предавач на Вашингтонском правном колеџу Америчког универзитета.

## Сукоб са аутомобилском индустријом
Нејдерови при чланци о сигурности потрошача појавили су се у Харвард ло рекорду, студентском издању на Правној школи Универзитета Харвард, а аутомобилску индустрију први пут је критиковао у чланку који је написао за часопис Нејшн 1959. под називом „Сигуран аутомобил који не можете купити“. 1965. године, Нејдер је написао студију Unsafe At Any Speed („Неисгуран при ма којој брзини“), у којој је настојао да докаже да су многи амерички аутомобили небезбедни, посебно Шевролет Корвер произвођача Џенерал моторс. Корвер је већ био у многим удесима у којима је дошло до окретања и превртања, и против Џенерал моторса је вођено преко 100 судских спорова везаних за удесе са овим популарним аутомобилом. Ови судски спорови дали су почетни материјал за Нејдерову истрагу о безбедности овог аутомобила. ЏМ је покушао да дискредитује Нејдера, упошљавајући приватне детективе који су прислушкивали његове телефоне и истраживали његову прошлост, и најмећи проститутке како би га ухватили у компромитујућим ситуацијама. ЏМ није бранио аутомобил ни у популарној штампи, где је имао значајан корпоративни утицај, ни у стручним часописима (ауто инжењери су већ знали да Корверово ношење понаша очајно). Након што је сазнао за кораке Џенерал моторса, Нејдер је успешно тужио компанију за нарушавање приватности, натерао је да се јавно извини и искористио највећи део од $284.000 нето поравнања да прошири своје напоре у области права потрошача. По Нејдеровој тужби против ЏМ коначно је одлучивао Апелациони суд Њујорка, чије је мишљење у овом случају проширило приватно право како би покрило „превише ревносно праћење“.
Нејдерова залагања за сигурност аутомобила и публицитет који је привукло објављивање студије „Несигуран при ма којој брзини“, заједно са забринутошћу над порастом броја погинулих у саобраћајним удесима широм САД, довели су до једногласног усвајања Националног закона о саобраћају и сигурности моторних возила из 1966. Закон је установио Националну администрацију за сигурност магистралног саобраћаја (NTHSA), и означио је историјско премештање одговорности за бесбедност аутомобила са потрошача на произвођача. Закон је учинио обавезним у САД низ сигурносних уређаја, почевши од сигурносних појасева и јачих ветробрана.
Извештај сигурносне комисије Националне администрације за сигурност магистралног саобраћаја из 1972, који је спроведен на Тексас А&М универзитету, закључио је да модел Корвера из 1960—1963 није имао већи потенцијал за губитак контроле у екстремним ситуацијама од својих савременика. Међутим, у књизи On a Clear Day You Can See General Motors Џона ДеЛориана, „аутобиографији“ Џенерал моторса, објављеној 1979. под именом Џ. Патрика Рајта, ДеЛориановог запосленог писца, ДеЛориан, дугогодишњи директор у ауто индустрији, тврди да су Нејдерове критике биле тачне. Конкретни проблеми у дизајну Корвера исправљени су у последњим годинама његове производње, али име модела је тада већ било бесповратно компромитовано.

## Активизам
Стотине активиста, који су постали познати као „Нејдерови рејдери“, помагали су у Вашингтону Нејдеру у његовим другим пројектима у истраживању владине корупције, објављујући десетине књига са резултатима ових истраживања. Нејдер је 1971. основао невладину организацију Public Citizen („Јавни грађанин“), као наткровну организацију за ове пројекте. Данас, Јавни грађанин има преко 140.000 чланова и бројне истраживаче који испитују конгресна, здравствена, економска, питања заштите животне средине, и друга питања. Сматра се да је њихов рад утро пут усвајању Закона о безбедној води за пиће и Закона о слободи информација, и довео до оснивања Администрације за сигурност и здравље на раду, Агенције за заштиту животне средине САД и Комисије за сигурност потрошачких производа.
Током 1970-их и 1980-их, Нејдер је био један од кључних вођа у покрету против атомске енергије. Нејдер се залаже за потпуно напуштање атомске енергије у корист соларне, еолске, геотермалне и енергије плиме и осеке, наводећи у корист своје позиције разлоге заштите животне средине, сигурност радника, пресељење радне снаге, националну безбедност, спремност за ванредне ситуације, спољну политику, одговорност власти и питања демократске владе.
Нејдер је 1980. дао оставку на положај директора Јавног грађанина како би радио на другим пројектима, оснивајући десетине невладиних организација и снажно водећи кампање против опасности за које он верује да прете од великих мултинационалних корпорација.

## Председничке кампање
Ралф Нејдер је био кандидат за председника Сједињених Америчких Држава пет пута. Највећи број гласова (2.882.955 или 2,74%) освојио је у тесним и контроверзним изборима 2000.

### Контроверза о ефекту гласова за треће странке
Сједињене Америчке Државе имају (на савезном законодавном и извршном нивоу) већински изборни систем који снажно фаворизује две најјаче партије. Све остале странке називају се „трећим странкама“ и, осим у данима настајања америчке демократије, нису имале значајнији број изабраних представника.
На председничким изборима 2000, коначан исход избора зависио је од тесног резултата на Флориди, где је на крају кандидат Републиканске странке Џорџ В. Буш победио кандидата Демократске странке Ала Гора са 537 гласова разлике. Нејдер је освојио 97.421 глас. Многи су тада тврдили да је Нејдер отргао гласове махом од Гора, што је претегло изборе у Бушову корист. Сам Нејдер, у својој књизи Crashing the Party и на свом мрежном месту, каже: „Године 2000, анкете на излазу са биралишта су говориле да би 25% мојих бирача гласало за Буша, 38% би гласало за Гора, док остали уопште не би гласали.“

## Признања
1999. године, панел еминентних новинара који је окупио Њујоршки универзитет (NYU) рангирао је Нејдерову књигу Unsafe At Any Speed („Несигуран при ма којој брзини“) на месту 38 међу 100 најбољих новинарских дела XX века. Лајф магазин је 1990, а Тајм 1999. навео Нејдера као једног од 100 најутицајнијих Американаца XX века. У свом чланку „100 најутицајнијих Американаца“ свих времена, у којем је десет позваних историчара рангирало Нејдера на 96. месту, Атлантик мантли је навео:
Он је учинио аутомобиле које возимо сигурнијим; тридесет година касније, он је учинио Џорџа В. Буша председником.

## Дела
- (ново издање, Knightsbridge Publ. Co.). 1991.  978-1-56129-050-5.
- („Растурање журке (странке) - како рећи истину а ипак бити кандидат за председника.“) St. Martin's Press. 2002.  978-0-312-28433-6.